# Donna sul divano I
Donna sul divano I è un dipinto a olio su tela (146x114 cm) realizzato tra il 1970 ed il 1971 dal pittore spagnolo Pablo Picasso. Fa parte di una collezione privata.
Il quadro, come gli altri dell'ultimo periodo di attività del pittore, analizza il tema dell'amore. Picasso dipinse quest'opera durante un soggiorno a Mougins.